# Olympique Lyonnais 1967-1968
Questa voce raccoglie le informazioni riguardanti l'Olympique Lyonnais nelle competizioni ufficiali della stagione 1967-1968.

## Maglie
Lo sponsor tecnico per la stagione 1967-1968 è Le Coq Sportif che elimina il motivo con la banda orizzontale rossa e blu per una maglia rossa con bordi rossi e blu e calzoncini blu.
| Manica sinistra · Manica sinistra · Maglietta · Maglietta · Manica destra · Manica destra · Pantaloncini · Calzettoni |

## Rosa
| N. |                        | Ruolo | Calciatore         |
| -- | ---------------------- | ----- | ------------------ |
|    | Francia (bandiera)     | P     | Yves Chauveau      |
|    | Francia (bandiera)     | P     | Michel Zewulko     |
|    | Francia (bandiera)     | D     | Lucien Degeorges   |
|    | Francia (bandiera)     | D     | Yves Flohic        |
|    | Francia (bandiera)     | D     | Jacques Glyczinski |
|    | Lussemburgo (bandiera) | D     | Erwin Kuffer       |
|    | Francia (bandiera)     | D     | Bernard Lhomme     |
|    | Francia (bandiera)     | D     | Robert Nouzaret    |
|    | Marocco (bandiera)     | C     | Mohamed Bouassa    |
|    | Francia (bandiera)     | C     | Marcel Le Borgne   |

| N. |                      | Ruolo | Calciatore      |
| -- | -------------------- | ----- | --------------- |
|    | Argentina (bandiera) | C     | Héctor Maison   |
|    | Francia (bandiera)   | C     | Georges Prost   |
|    | Francia (bandiera)   | C     | René Rocco      |
|    | Francia (bandiera)   | C     | Raymond Schwinn |
|    | Francia (bandiera)   | A     | Fleury Di Nallo |
|    | Francia (bandiera)   | A     | André Guy       |
|    | Algeria (bandiera)   | A     | Mohamed Lekkak  |
|    | Francia (bandiera)   | A     | Jacky Pin       |
|    | Francia (bandiera)   | A     | Ángel Rambert   |